# Statuto dell'imprenditore commerciale
Si distinguono due tipi di statuti che regolano l'attività imprenditoriale: lo statuto generale dell'imprenditore e lo statuto tipico dell'imprenditore commerciale.
Il primo regola tutte le tipologie di imprenditori: agricolo, commerciale, le piccole e medie imprese e le imprese pubbliche e private. Lo statuto generale dell'imprenditore comprende la disciplina dell'azienda e dei caratteri distintivi, la disciplina e tutela della concorrenza e dei consorzi e infine la disciplina delle opere dell'ingegno.
Con statuto tipico dell'imprenditore commerciale si indica una speciale disciplina del diritto commerciale che si ricollega ad ogni soggetto che possieda la qualifica di imprenditore commerciale non piccolo.
Lo statuto dell'imprenditore commerciale si articola in cinque punti:
- Obbligo di tenuta delle scritture contabili.
- Soggezione alle procedure concorsuali.
- Soggezione alla disciplina speciale della rappresentanza commerciale, con particolare riguardo alle figure dell'institore, del procuratore e del commesso.
- Obbligo di registrazione nel registro delle imprese tenuto dalla Camera di Commercio.
- Capacità per l'esercizio dell'impresa (inabilitazione, incapacità).

Le ss (società semplice) e l'impresa individuale che non svolge attività commerciale sono assoggettate allo statuto dell'imprenditore commerciale solo quando sono di medie o grandi dimensioni, non quando si tratta di piccole imprese (considerando che le ss svolgono sempre attività non commerciali, in quanto imposto per legge, quindi non sono mai soggette allo Statuto dell'imprenditore commerciale). Tutte le altre forme giuridiche, ovvero la snc, sas, spa, srl e le sapa sono assoggettate allo Statuto dell'imprenditore commerciale, indipendentemente che svolgano un'attività non commerciale o che siano di piccole dimensioni.
Pertanto per determinare se un'impresa individuale o collettiva (società) sia assoggettata allo Statuto dell'imprenditore commerciale, occorre innanzitutto individuare la forma giuridica e vedere se rientrano in quelle forme giuridiche (società semplice ed impresa individuale) che in base alla dimensione ed all'attività che svolgono, non permettono l'assoggettamento allo Statuto dell'imprenditore commerciale. 